# Eupithecia parallaxis
Eupithecia parallaxis là một loài bướm đêm trong họ Geometridae.